# Niewydolność wątroby
Niewydolność wątroby – niezdolność wątroby do spełniania prawidłowych funkcji metabolicznych oraz syntezy białek. Wyróżnia się dwie główne postacie niewydolności wątroby:
- ostra niewydolność wątroby
- przewlekła niewydolność wątroby najczęściej w kontekście marskości wątroby